# Monsieur Bonhomme (série télévisée d'animation)
Monsieur Bonhomme (Mr. Men and Little Miss) est une série télévisée d'animation britannique en 104 épisodes de 5 minutes diffusée à partir du 6 février 1997 sur France 3 dans Le Réveil des Babalous puis rediffusée sur Canal J, sur TiJi, sur La Cinquième puis France 5 dans Les Zouzous depuis le 22 octobre 2001 et sur Gulli dans Gullidoo.

## Synopsis
Cette série est une adaptation de la série de livres pour enfants Monsieur Madame créée par Roger Hargreaves en 1971.
On retrouve dans chaque épisode l'un des personnages, dont les caractères physiques ou psychologiques sont toujours l'exagération des traits humains. Les personnages de Roger Hargreaves permettent dès le plus jeune âge l'apprentissage de la tolérance.[réf. nécessaire]

## Voix françaises
- Roger Carel : Les Messieurs et narrateur de la série
- Patricia Legrand : Les Madames
- Danièle Hazan : Plusieurs Madames, quelques Messieurs

## Fiche technique
- Maisons de Production : Marina Productions, Mister Film, France 3
- Origine :   Royaume-Uni
- Auteur : Roger Hargreaves
- Réalisateur : Jean-Pierre Tardivel
- Adaptation : Adam Hargreaves, Terry Ward, Henri Desclez
- Scénarios : Patrice Dard
- Musiques : David Timsit
- Sound Design : Bell X-1 Gilbert Courtois
- Bruiteurs : Christophe Bourreau - Daniel Gries
- Mixage : Studio Ramses
- Diffusion : 6 février 1997 sur France 3
- Titres :   Mr. Men and Little Miss

## Produits dérivés
- VHS édité par France Télévisions Distribution
- 2003 : DVD édité par France Télévisions Distribution

## Autres séries TV
La série Monsieur Madame a également été adaptée en :
- 1974 avec Mr. Men une série de 28 épisodes de 7 minutes de Terry Ward.
- 1983 avec Little Misses and the Mr. Men une série de 13 épisodes de 8 minutes de Trevor Bond et Terry Ward
- 2008 avec Les Monsieur Madame (The Mr. Men Show) une série américaine de 103 épisodes de 11 minutes de Mark Risley.